# Vocabulari
El vocabulari o lèxic és el conjunt de paraules d'un llenguatge, que pot ser artístic o també el d'una llengua o idioma. En aquest darrer context, també s'usa per designar el nombre de mots coneguts per una persona, una comunitat o que apareixen en un text concret.
Dins la lingüística, és objecte d'estudi de la lexicologia, semàntica, la pragmàtica i la lexicografia. Però com que les paraules són el vehicle de comunicació del pensament o, segons algunes teories, fins i tot l'estructura mateixa del pensament, són estudiades per la filosofia (especialment la filosofia del llenguatge), la psicologia i altres disciplines. L'adquisició del vocabulari es produeix des dels primers mesos de vida, quan l'infant aprèn a parlar i no s'interromp si prossegueix el contacte amb una llengua donada.

## El lèxic d'una llengua
El lèxic d'una llengua comprèn totes les paraules i expressions pròpies, que ja siguin reconegudes oficialment (pels diccionaris normatius o acadèmies representatives) o no. Han de ser, però, paraules mínimament esteses.
Les paraules es poden classificar segons molts criteris:
- Segons el seu origen: es distingeixen paraules patrimonials i manlleus. Les paraules patrimonials han sorgit per la mateixa evolució de la llengua. Així, en català el lèxic català és el que té origen llatí. Els manlleus es prenen d'una altra llengua.
- Segons el seu ús en el temps: una paraula que s'acaba de crear o manllevar es considera un neologisme fins que el seu ús esdevé corrent. Si, en canvi, és un mot que ja no s'usa o que ha perdut el sentit es parla d'arcaisme.
- Segons el grau d'extensió: la sociolingüística estudia si una determinada paraula pertany a una varietat determinada (social o dialectal) o a l'estàndard d'aquell idioma.

Una paraula pot usar-se en una locució, frase feta o col·locació determinada. La morfologia i la sintaxi estudien la seva composició i la relació amb altres paraules de la frase.

## El vocabulari personal
Es pot mesurar el grau de riquesa lèxica d'una persona segons el nombre de paraules que coneix i pot usar correctament. La manca de riquesa limita la possibilitat de comunicació i empobreix la visió del món, per això l'ensenyament posa molt d'èmfasi en millorar el vocabulari dels alumnes (estudiat per la didàctica de la llengua). El cabal lèxic personal és un indicador d'instrucció. Acostuma a considerar-se el mínim a 1500 paraules. Per sota d'aquesta xifra, la persona no ha rebut una educació adequada i tindrà dificultats per a integrar-se a la vida social i laboral.
No és el mateix entendre una paraula que usar-la habitualment. El nombre de paraules que una persona és capaç de comprendre s'anomena vocabulari passiu, oposant-se a l'actiu, molt més reduït. L'ús efectiu depèn de la repetició en l'aparició de la paraula i la necessitat d'inserir-la en el discurs. Una persona culta pot arribar a conèixer 24000 paraules, de les quals n'usa activament unes 6000; mentre que una persona amb un vocabulari pobre en comprèn la meitat i n'utilitza vora 2000.
En les lectures graduades per a aprendre una llengua estrangera, es considera nivell bàsic fins a 300 mots, elemental fins a 800, intermediari fins a 1500, llindar fins a les 2400 paraules i avançat quan ja es poden entendre textos que inclouen fins a 4500 paraules diferents (després es passa a textos nadius).
Una persona en situació de bilingüisme o plurilingüisme té un vocabulari personal més ric que una persona monolingüe, ja que és capaç d'usar més etiquetes lèxiques per tal de referir-se al món exterior.

## Lèxic i conceptes
La majoria de corrents filosòfics admet que el pensament s'articula en paraules. Però les paraules no tenen una relació unívoca amb els conceptes, sinó que depenen del sistema de cada llengua. Segons la hipòtesi Sapir-Whorf, cada llengua té una manera única de concebre el món, que es plasma en el seu lèxic i que no és totalment traduïble a un altre idioma (fet que es veu fins i tot en noms simples com els colors). Per això cal conservar la diversitat lingüística del món.
Les paraules que un idioma necessita estan íntimament relacionades amb la vida i cultura de la comunitat nadiua i de la relació amb altres llengües en contacte. Per exemple, el vocabulari d'un grup que visqui a la selva tindrà més vocabulari relacionat amb el món vegetal que un altre que sigui eminentment urbà.
Les categories que usa cada idioma, i fins i tot cada persona, són sempre subjectives i, segons la lingüística cognitiva, tenen límits poc precisos. Aquestes categories per lligar termes i conceptes són un dels processos de la cognició bàsics activats en usar una determinada paraula.